# Dulcken (Cembalobauer)
Vier Mitglieder der flämischen Familie Dulcken waren aus Deutschland stammende Cembalobauer.

Cembalo von Johannes Daniel Dulcken, 1755 im Museum für Kunst und Gewerbe Hamburg

Johannes Daniel Dulcken (21. April 1706 – 11. April 1757) wurde in Wingeshausen als Sohn von Georg Ludwig Dulcken geboren. Sein Vater starb dort vor 1752. Im Jahr 1736 lebte Johannes Daniel in Maastricht. Zwei Jahre später zog er mit seiner Frau Susanna Maria Knopffell und ihrem Sohn nach Antwerpen, wo sie Mitglieder der Calvinistischen Kirche wurden. Im Jahr 1744 wurde er Alderman. Er reiste 1750 nach England, um zwei Cembali zu verkaufen. In seinem Testament vermachte er seinem Sohn Johannes Dulcken seine Materialien für den Cembalobau. Johannes Daniel Dulcken starb in Antwerpen. Der englische Musikhistoriker Charles Burney schrieb, dass der beste Cembalobauer nach der Familie Ruckers J. D. Dulcken gewesen sei.
Er baute Cembali mit einem oder zwei Manualen, üblicherweise mit einem Tonumfang von fünf Oktaven und den üblichen drei Registern, zwei 8′ und eines 4′. Er schmückte den Korpus mit Blumen und gravierte seine Initialen in eine Rose. Seine Cembali basierten auf denen der Familie Ruckers, hatten jedoch einen größeren Tonumfang. Sie dienten oft als Modelle für moderne Reproduktionen, beispielsweise von Martin Skowroneck. Instrumente, die noch heute erhalten sind, befinden sich in weltweiten Sammlungen und datieren aus der Mitte des 18. Jahrhunderts.
Johan Lodewijk [Louis] Dulcken I (1733 – nach 1793) wurde in Maastricht als ältester Sohn von Johannes Daniel Dulcken geboren. Er erlernte von seinem Vater das Handwerk des Cembalobaus und machte sich im Jahr 1755 in Amsterdam selbständig. Später wurde er als Orgelbauer bekannt. Ab 1783 lebte er in Paris als Klavierbauer. Er änderte seinen Namen auf die französische Schreibweise Louis Dulcken. Von ihm gibt es heute noch Cembali und Klaviere.
Johannes Dulcken (10. September 1742 – 22. Juli 1775) wurde in Antwerpen geboren. Sein Vater war Johannes Daniel Dulcken. Nach dessen Tod zog er im Jahr 1764 mit seiner Mutter, der Schwester und dem Schwager nach Brüssel und eröffnete dort eine Werkstatt als Cembalobauer. Von ihm sind Instrumente erhalten, die in den Jahren 1764 und 1769 gebaut wurden. Er zog 1771 nach Amsterdam und starb in Den Haag.
Johann Ludwig Dulcken II (9. August 1761 – nach 1835) wurde in Amsterdam geboren und nach seinem Vater, dem ersten Johann Lodewijk Dulcken benannt. Er war der Enkel von Johannes Daniel Dulcken. Er stieg in das Familiengeschäft ein. Im Jahr 1781 wurde er Mechanischer Hofklaviermacher am Hof in München, wo er bis zu seinem Tod lebte. Zuletzt findet sich eine Erwähnung über ihn im Jahr 1835. Seine Töchter waren die Pianistinnen Sophie Dulcken Bohrer und Fanny Bohrer; seine Schwiegertochter die Pianistin Louise Dulcken.